# Ladislau de Gielniów
Ladislau de Gielniów (c. 1440 - 4 de maio de 1505) foi um padre católico romano polonês e um membro professo da Ordem dos Frades Menores. Ele era um observador da Regra de São Francisco de Assis e serviu a sua ordem em várias funções, incluindo porteiro e provincial. Ele também viajou pela Polônia para evangelizar os fiéis e foi um pregador notável.
O Papa Bento XIV o beatificou em 11 de fevereiro de 1750. Desde a sua beatificação foi nomeado patrono de vários lugares, como Varsóvia (1962) e Galiza.

## Vida
Ladislas de Gielniów nasceu na Polônia em 1440 em Gniezno. Ao ser batizado, recebeu o nome de "Marcin Jan".
Ele se formou na escola paroquial em 1462 e recebeu sua educação no instituto de Varsóvia antes de ser admitido na Ordem dos Frades Menores por insistência de seus pais. Mas ele também estudou em Cracóvia antes de entrar na ordem. Ladislau percebeu que seu verdadeiro chamado na vida era abandonar o mundo secular e servir a Deus ao máximo. Ele entrou no convento franciscano em 1464 em Varsóvia; com a profissão solene na ordem, foi nomeado porteiro do convento em que vivia. Ele foi posteriormente ordenado ao sacerdócio e recebeu permissão para ir entre os Calmucos na Rússia para pregar a mensagem do Evangelho; ele encontrou obstáculos e foi forçado a voltar para casa com sucesso limitado.
Ele foi escolhido como Provincial da ordem em 1487 (até 1490) e foi eleito novamente em 1496 (até 1499); ele foi eleito em três outras ocasiões. Ele enviou missionários franciscanos para a Lituânia com grande sucesso por seu trabalho de trazer os cismático de volta para a Igreja. Ladislau também viajou por todo o país em um esforço para evangelizar os fiéis e em 1498 liderou uma campanha de reflexão para proteger a Polônia dos tártaros e dos turcos. A violenta tempestade de inverno parou os invasores e permitiu que os poloneses os expulsassem. Ele participou dos capítulos gerais dos franciscanos em Urbino em 1490 e em Milão em 1498. Ladislau foi um pregador notável durante suas viagens e era bem conhecido por seu constante espírito de penitência, no qual frequentemente jejuava e usava uma rede no cabelo. Ele tinha uma devoção ardente à Paixão de Jesus Cristo. De 1504 até sua morte, foi superior de um convento em sua cidade natal.
Na Sexta-feira Santa de 1505, enquanto ele refletia, ele levitou no ar. Quando ele voltou ao chão, ele desabou e foi confinado em sua cama. Ele permaneceu acamado até sua morte em 4 de maio de 1505, algumas semanas depois.

## Beatificação
Ele recebeu a beatificação do Papa Bento XIV em 11 de fevereiro de 1750, depois que o pontífice reconheceu o culto (devoção) do falecido frade amplamente difundido em toda a Polônia.